# وال لوتون
وال لوتون (انگلیسی: Val Lewton؛ ۷ مه ۱۹۰۴ – ۱۴ مارس ۱۹۵۱) رمان‌نویس، تهیه‌کننده فیلم و فیلم‌نامه‌نویس اهل ایالات متحده آمریکا بود. وی بین سال‌های ۱۹۳۲ تا ۱۹۵۱ میلادی فعالیت می‌کرد.

## گزیدهٔ آثار

### تهیه‌کنندهٔ فیلم
- جزیره مردگان (۱۹۴۵)
- مادموازل فی‌فی (۱۹۴۴)
- نفرین مردمان گربه‌ای (۱۹۴۴)
- هفتمین قربانی (۱۹۴۳)
- با یک زامبی راه رفتم (۱۹۴۳)
- آدم‌های گربه‌ای (۱۹۴۲)

### نویسنده
- جزیره مردگان (۱۹۴۵)
- هیچ‌یک از مردانش (۱۹۳۲)

### موارد دیگر
- ستاره‌ای متولد شده‌است (۱۹۳۷) - دستیار تدوین‌گر، اما نامش در عنوان‌بندی فیلم نیامده است.